# Joe Horn
Pour les articles homonymes, voir Horn.
(en) Statistiques sur pro-football-reference
 Joe Horn  est un joueur américain de football américain et de football canadien, né le 16 janvier 1972  à Tupelo (Mississippi), qui évolue au poste de wide receiver (receveur écarté).

## Biographie
Après avoir joué un an dans la Ligue canadienne de football avec les Mad Dogs de Memphis, il fut drafté au 5e tour  par les Chiefs de Kansas City en 1996.
Horn a disputé quatre fois le Pro Bowl. En 2003, il s'est fait remarquer en téléphonant à sa famille pendant un match pour annoncer qu'il venait marquer un touchdown, le téléphone était caché sous les protections des poteaux de but.
Son fils Jaycee est aussi joueur professionnel de football américain.

## Palmarès
- Pro Bowl : 2000, 2001, 2002, 2004